# Modern család
A Modern család (eredeti címén Modern Family, az RTL II megrendelésére készített szinkronban Egy rém modern család) 2009 és 2020 között bemutatott amerikai szituációs komédia, amit Steven Levitan és Christopher Lloyd találtak ki. A sorozat az amerikai ABC csatornán debütált 2009. szeptember 23-án.
A sorozat pozitív visszajelzéseket kapott első évadjára, és többszörös Emmy-díjjal és egy Arany Glóbusszal tüntették ki. Nézettsége az Amerikai Egyesült Államokban egyre javuló tendenciát mutatott a harmadik évadig, mikor átlagosan 14 milliós nézettséggel a csúcson volt.
Magyarországon a sorozat az HBO Comedy-n debütált, 2010 augusztusában. Egy rém modern család címen készült egy második szinkron is az RTL II rendelésére, amely indulásakor kezdte el sugározni azt. Egy harmadik szinkront a Comedy Central készített, szintén Modern Család címen. Magyarországon a Comedy Centralon volt, jelenleg a TV2 Comedy és Disney+ csatornáján látható.

## A sorozatról
Christopher Lloyd és Steven Levitan egy beszélgetés alkalmával, amikor saját családjukról szóló történeteket meséltek egymásnak, az az elképzelésük támadt, hogy ezek a történetek alapul szolgálhatnának egy sorozatnak. Elkezdték kidolgozni az ötletét egy családmegfigyelő mockumentary sorozatnak. Egy későbbi ötlet abból állt, hogy sorozat szóljon három családról és az élményeikről. A sorozatterv címe My American Family lett. A tervet elküldték a négy legnagyobb amerikai országos csatornának abban a reményben, hogy az egyikük berendeli az első részt a tervből.
A Fox nem kért a sorozatból, mivel egy korábbi Lloyd-Levitan sorozat kapcsán (Back to You), ami csak egy évadot élt meg a Foxnál, megromlott a készítők és a csatorna között a kapcsolat. A CBS csatorna nem merte bevállalni az egykamerás sorozatformátumot, mivel korábban két egykamerás szituációs komédia is megbukott a csatornánál (Welcome to The Captain, Worst Week). Az NBC-nek jelenleg is van két mockumentary stílusú szituációs komédiája (The Office, Parks and Recreation). Az ABC azonban megegyezett a készítőkkel és az első részek után a sorozat teljes évadát berendelte.

## Szereposztás
| Szereplő              | Színész                                                                               | Magyar hang                                           | Magyar hang                                      | Magyar hang                                                                                      |
| Szereplő              | Színész                                                                               | Modern család – HBO                                   | Egy rém modern család – RTL II                   | Modern család – Comedy Central                                                                   |
| --------------------- | ------------------------------------------------------------------------------------- | ----------------------------------------------------- | ------------------------------------------------ | ------------------------------------------------------------------------------------------------ |
| Jay Pritchett         | Ed O'Neill                                                                            | Barbinek Péter                                        | Csuja Imre                                       | Csuja Imre                                                                                       |
| Gloria Pritchett      | Sofía Vergara                                                                         | Pikali Gerda                                          | Náray Erika                                      | Peller Anna                                                                                      |
| Claire Dunphy         | Julie Bowen                                                                           | Kiss Virág                                            | Zakariás Éva                                     | Hámori Eszter                                                                                    |
| Phil Dunphy           | Ty Burrell                                                                            | Széles Tamás                                          | Galbenisz Tomasz                                 | Gergely Róbert                                                                                   |
| Mitchell Pritchett    | Jesse Tyler Ferguson                                                                  | Schnell Ádám                                          | Fekete Zoltán                                    | Fekete Zoltán                                                                                    |
| Cameron Tucker        | Eric Stonestreet                                                                      | Kerekes József                                        | Kerekes József                                   | Kerekes József                                                                                   |
| Haley Dunphy          | Sarah Hyland                                                                          | Laudon Andrea                                         | Talmács Márta (1-2. évad) Molnár Ilona (3. évad) | Pekár Adrienn (1-4. évad) Vági Viktória (5-11. évad)                                             |
| Alex Dunphy           | Ariel Winter                                                                          | Károlyi Lili                                          | Pekár Adrienn                                    | Hermann Lilla (1-4. évad) Lamboni Anna (5-11. évad)                                              |
| Luke Dunphy           | Nolan Gould                                                                           | Penke Soma (1-4. évad) Boldog Gábor (5-11. évad)      | Császár András                                   | Boldog Gábor (1. évad) Straub Martin (2-4. évad) Baráth István (5-11. évad)                      |
| Manny Delgado         | Rico Rodriguez                                                                        | Czető Roland                                          | Czető Ádám                                       | Bogdán Gergő (1. évad) Pál Dániel Máté (2-4. évad) Czető Ádám (5-11. évad)                       |
| Lily Tucker-Pritchett | Jaden Hiller, (1-2. évad) Ella Hiller (1-2. évad) Aubrey Anderson-Emmons (3-11. évad) | Jelinek Éva (3-8. évad) Szűcs Anna Viola (9-11. évad) | Koller Virág                                     | Pál Zsófia                                                                                       |
| Joe Pritchett         | Pierce Wallace (5-6. évad) Jeremy Maguire (7-11. évad)                                | Ács Balázs                                            | Nem kapott magyar hangot                         | Draskóczy Balázs                                                                                 |
| Dylan Marshall        | Reid Ewing                                                                            | Gacsal Ádám                                           | Ungvári Gergely                                  | Heisz Krisztián (1. és 5. évad) Ungvári Gergely (2-4. és 7. évad) Penke Bence (6. és 8-11. évad) |

## Ismertető
A sorozat a meglehetősen vegyes összetételű Pritchett–Dunphy–Tucker klánt mutatja be. Jay frissen újraházasodott, latin felesége, Gloria és annak kicsit túlságosan is koraérett gyermeke, Manny keresi a helyét a meglehetősen népes családban, amit Jay első házasságából született gyermekeinek családja tesz teljessé. Claire és férje, Phil, aki saját bevallása szerint "cool apa" nevelik 3 gyermeküket: Haley-t, a felelőtlen tinédzsert, Alex-et, a zseni középső gyermeket és Luke-ot, a szórakozott kisfiút. Mitchell pedig az élettársával, Cameronnal fogad örökbe egy vietnami kislányt, Lily-t, és tapasztalják meg gyermeknevelés nehézségeit.
A sorozatban persze visszatérő mellékszereplők is szerepelnek, akik mindennapi embereket játszanak a család életében. Ilyen Haley fiúbarátja, Dylan, akik amolyan "se veled, se nélküled" kapcsolatban állnak. Gyakran feltűnnek közeli rokonok és ismerősök, mint Claire és Mitchell biológiai anyja, Jay ex-felesége, DeDe Pritchett, vagy Frank Dunphy, Phil apja. Komikus szereplőként gyakran jelenik meg a sorozatban Pepper Saltzman, aki Cameron és Mitchell egyik közeli, színpompás barátja.
Az egyes epizódok történései mellett a szereplők videóinterjúkban beszélnek a nézőkhöz, tudatják velük a gondolataikat, olykor háttérismereteket szolgáltatnak egy-egy eseményhez, vagy tanulságot összegeznek a velük történtekről.

## A családok és tagjaik

### A Dunphy család

#### Phil Dunphy
A Dunphy család legidegesítőbb karaktere, akit saját magát "cool apának" tartja, de közben nagyon idegesítő humora van. Apósával Jay-el nem véletlenül ápol nehezen kapcsolatot. Feleségével, Claire-rel már több, mint 20 éve házasok, van három gyerekük és egy kertvárosi házuk. Phil természetéhez hűen igen laza és szabad szellemű, ami gyakran megmutatkozik a világnézetén, a családjával való kapcsolatán, és a nevelési elveiben. Versenyképes, gyakran szereti magát különböző kihívásokba belerángatni, például, hogy képes egy kötélen táncolni, vagy vállalja, hogy a futópadján lefutja az USA-tól a Kanadáig tartó útszakaszt. Ingatlanügynökként keresi a kenyerét, s igencsak büszke a munkájára, állítása szerint, ha akarná, "még egy jurtát is el tudna adni egy eszkimónak." A gyerekeivel jó kapcsolatot ápol, s bár próbál gyakorlatias szülő lenni, időnként semmivel sem mutatkozik érettebbnek, mint ők. Phil általában igen humoros, életvidám, de olykor naiv is, utóbbi tulajdonsága miatt gyakran keveredik félreérthető, kínos szituációkba. Apósa, Jay sokszor neheztel rá és emiatt feszült a viszonyuk, bár Phil minden alkalmat megragad, hogy Jay kedvében járjon. A ház körüli munkákban nem jeleskedik, például képes órákat elvackolni egyetlen lépcsőfok javításával. Szeret bicajozni, kosárlabdázni, valamint él-hal a bűvészkedésért.

#### Claire Dunphy
Phil felesége, Jay idősebb gyermeke, Mitchell nővére. Ő a Dunphy család szíve és lelke. Kiválóan vezeti a háztartást, túlféltően és gondoskodóan viseli gondját három gyermekének, és nagy odafigyelést fordít a család többi tagjára is. Mint később kiderül, tiniként igen vad volt és könnyűvérű, ám ez megváltozott, miután hozzáment Phil-hez és megszülettek a gyerekei. A családja viselkedése gyakran sodorja őt stresszhelyzetekbe: nem képes kontrollálni Haley független és felelőtlen életét, Alex manipulatív jellegét, Luke naivságát, s ezekre olykor Phil is rátesz egy lapáttal a hóbortosságai miatt. Claire gyakran panaszkodik a családjára, de mindennél jobban szereti őket. Az egyetemet elvégezve a vendéglátóiparban dolgozott egy rövid ideig, de feladta a karrierjét, miután férjhez ment és teherbe esett. A későbbi évadokban az apja bútoráruházában kap egy ügyintézői állást (később még az igazgatói széket is megörökli tőle). Claire imádja a Halloween-t, ilyenkor szereti az egész családot beöltöztetni különböző jelmezekbe, valamint ő szervezi a családi fotózást is. Szeret kocogni és nyugalomban olvasni. Bizonyos esetekben nem veti meg az italt. Emellett igencsak tisztaságmániás.

#### Haley Dunphy
Phil és Claire legidősebb lánya, aki a sorozat elején 15 éves, tipikus tinédzserként mutatkozik be. Népszerű a suliban, a vásárlást és a fiúzást többre tartja a tanulásnál. A szüleit gyakran kergeti az őrületbe kicsapongó életmódjával (folyton bulizik, iszik, és fiatalkora ellenére zavaros szexuális életet él). A testvéreit gyakran szereti bosszantani, különösen Alexet, akit szekál a suliban való népszerűtlensége és mindentudósága miatt, de valójában tiszteli őt az eszéért. Alapvető hibái ellenére Haley jó szándékú, és ha kell, kiáll amellett, amit fontosnak tart. Van egy barátja, Dylan, akivel hol együtt, hol külön vannak. A gimnázium elvégzése után bekerül egy főiskolára, de később  otthagyja, és jelentkezik egy fotósszakkörbe, ahol saját készítésű fényképeket állít ki egy galériában. A későbbiekben dolgozik még asszisztensként és felszolgálóként is. A középső neve Gwendolyn. A 10. évadban terhes lesz Dylantől, majd ikreket szül, ami gyökeresen megváltoztatja az életstílusát.

#### Alex Dunphy
Phil és Claire középső lánya, aki a sorozat elején 13 éves. Ő a legokosabb a családban. Korához képest kiemelkedően magas intelligenciával rendelkezik, több téren fejlettebb, mint bármelyik felnőtt. Emiatt többször felsőbbrendűként viselkedik a család többi tagjánál (amit a szülei csak azért viselnek el, mert abban bíznak, hogy Alex felnőttként  gazdag lesz). Több versenyen nyer első díjat, színjeles bizonyítvánnyal végzi el a gimnáziumot, kiválóan játszik csellón és lacrosse-ozik is. Minden vágya, hogy bejusson a Harvard Egyetemre, de ez végül nem sikerül neki. Műveltsége és intelligenciája ellenére a társadalmi élete frusztrált: meglehetősen félénk, nehezen tud szóba állni a fiúkkal. Haley gyakran piszkálja emiatt, ám a legtöbbször igyekszik kisegíteni őt. Az eszét sokszor használja fel jó dolgokra, például, hogy segítsen a családjának. Nem bírja a vér látványát és fél a pókoktól. A középső neve Anastasia.

#### Luke Dunphy
A család legkisebb és egyetlen fiúgyermeke, aki a sorozat elején 10 éves. Magának való, rakoncátlan, és sokszor szeret zűrbe keveredni. Nevét a dédapja Lucas Pritchett után kapta. Apjához, Phil-hez szorosabb kapcsolat fűzi, ketten együtt szeretnek sok közös dolgot csinálni, úgy, mint házi YouTube videókat készíteni vagy ház körüli tárgyakat felhasználni innovatív találmányokhoz. A legjobb barátja Manny Delgado, aki egyben iskolai osztálytársa, és mostohanagybátjya is. Naiv és hiszékeny természete miatt a szülei gyakran hiszik azt, hogy Luke kicsit problémás és buta gyerek, bár többször megnyilvánul, hogy nem az (a való életben Nolan Gould kiemelkedő, 150%-os IQ-val rendelkezik).  Nagyon szereti a videojátékokat. A későbbiekben abban a golfklubban kezd el dolgozni, ahová Jay is jár.

### A Delgado-Pritchett család

#### Jay Pritchett
Claire és Mitchell apja, Gloria férje, Haley, Alex és Luke nagyapja, Manny mostohaapja. Ő az apaközpontú férfi a családban, aki igencsak felelősségteljes és bölcs. Egy bútorüzletlánc tulajdonosa. Szarkasztikus humora van és gyakran szeret másokat ugratni. Igencsak célratörő, szókimondó és realisztikus, akárcsak a gyerekei, akikbe ugyanezeket az elveket nevelte. Bár Jay keménynek és vaskalaposnak tűnik, ezen természete mögött érzékeny lélek lakozik. Felesége a nála sokkal fiatalabb Gloria, aki mellett gyakran érzi magát túlkorosnak. Gloria fiával, Manny-vel a kapcsolata kezdetben igen labilis, ám ahogy a sorozat halad előre, egyre inkább közelebb kerülnek egymáshoz, és Jay saját fiaként kezd Mannyre tekinteni. Az unokái, Haley, Alex, Luke és Lily szintén közel állnak hozzá és mindig kész segíteni őket (a legjobban Alexet szereti mivel ő hasonlít rá a leginkább). Erős ellenszenve van a vejére, Phil-re, akit állítása szerint a megismerkedésük óta ki nem állhat, ám legbelül tisztában van vele, hogy Phil igenis jóember. Korábban nehezen tudta elfogadni fia homoszexualitását, ám későbbi vejét, Cameront kezdettől fogva kedveli, mondván Mitchellnek ő a tökéletes párja (bár Cameron túláradó érzelmeiből néha azért így is gúnyt űz). A 4. évadban, Gloriától születik egy újabb gyermeke, egy kisfiú. Jay kiválóan golfozik és tekézik (akárcsak maga O'Neil), valamint igazi ezermester.

#### Gloria Pritchett
Jay második felesége, Manny édesanyja. Kolumbiából származik, korábban ott nevelte Mannyt az exférjével. Mielőtt összeházasodott volna Jay-el, igencsak nagy szegénységben éltek, például, hogy eltarthassa a családját, Gloriának másodállásban taxisofőrként kellett dolgoznia (bár többször megnyilvánul, hogy rémesen vezet). Igen törődő és anyáskodó típus, de a fiatal nőkhöz hasonlóan imád vásárolni, kondizni, fodrászhoz és manikűröshöz járni. Gyakran idegesíti, hogy a családja csak egy felszínes, szép nőnek tartja őt, ezért a legtöbb helyzetben igyekszik okosan és határozottan viselkedni. Humora nagyrészt tökéletes alakja körüli mizériákból és spanyol akcentusából fakad. Mint a legtöbb latin-amerikai nő, harsány és temperamentumos, viszont nagyon érzékeny is. Mannyvel igen szoros anyai kapcsolatban áll, végtelenül szereti őt és büszke rá, bár néha zavarja Manny koraérettsége. Szereti Jayt és a vele való házasságát, függetlenül attól, hogy férje sokkal idősebb nála. Nem igazán kedveli Stella kutyájukat, mert Jay több szeretet ad neki, ezért gyakran jelét adja, hogy szeretne tőle megszabadulni. Nagyon vallásos és sokszor hisz a földöntúli dolgokban is. A későbbiekben kiderül róla, hogy bámulatos hasbeszélő, van egy bábuja (ami egyébként kiköpött Jay), amellyel több versenyt is megnyert fiatalkorában.

#### Manny Delgado
Gloria fia az első házasságából, Jay mostohafia, aki a sorozat elején koraérett tinédzserként mutatkozik be. Sokkalta talpraesettebb és szakszerűbb a családja bármely felnőttjénél, ami gyakran válik vicc tárgyává. Kiváló tanácsokat szokott adni a szüleinek, érdeklik olyasmik, mint a politika, a globális felmelegedés, illetve rendszeresen kávézik. Felnéz az édesanyjára, Gloriára, akiről tudja, hogy nagyon sokat tett meg azért, hogy neki boldog gyerekkora legyen. Jayt, bár kezdetben nem szíveli, idővel közel kerül hozzá, főleg, mivel az igazi apja sosem ér rá, hogy vele legyen, ellenben Jay-el, aki mindig ott van neki, ha szüksége van rá. Manny igen romantikus típus, képes bármit megtenni, hogy meghódítsa a lányt, akit aktuálisan szeret, még ha ezzel saját magát is alázza meg (nem fél olyasmit tenni, mint verset írni, énekelni, vagy hangszeren játszani). Jól focizik és jól vív, valamint igen fejlett sakkban is. A legjobb barátja, egyben mostoha-unokatestvére Luke Dunphy.

#### Joe Pritchett
Jay és Gloria közös gyermeke, aki a sorozat 4. évadában születik meg. Második nevét (Fulgencio) Gloria néhai édesapjáról kapta. Fehér gyerekként Gloriának van egy-két problémája vele, a kisfiú ugyanis nem ellenzi a lopást és az árulkodást sem. Személyiségben inkább Jay-re hasonlít, viszont a szívósságát és vakmerőségét Gloriától örökölte. Manny-vel gyakran vannak nézeteltérései, viszont szoros testvéri kapcsolatban állnak. Gyakran bohókásnak és együgyűnek tűnik, viszont többször megnyilvánul, hogy fiatal kora ellenére nagyon jól tud magáról gondoskodni.

#### Stella
A Pritchett-Delgado család házikedvence, egy francia buldog. Eredetileg egy egyetemista fiú kutyája volt, aki Gloria egyik ismerőse, de miután a fiú visszament a fősulira, hogy befejezze a tanulmányait, a családnak ajándékozta a kutyáját. Jay szereti őt a legjobban, olykor többet foglalkozik vele, mint a családja bármely tagjával, emiatt Gloria neheztel a kutyára, meg azért is, mert Stella előszeretettel csinál óriási rendetlenséget a házban, ami után folyton ő takaríthat.

### A Tucker-Pritchett család

#### Mitchell Pritchett
Jay fia, Claire öccse, Haley, Alex, Luke nagybátyja, Lily apja és Cameron élettársa, később férje. Ügyvédként dolgozik, a szakmájában igencsak elismert. Általában visszafogott, szelíd és jóindulatú ember, de néha eléggé ingerült, főleg az elfojtott gyerekkori fóbiái miatt (betegesen retteg például a madaraktól). Realista és maximalista, szereti mindenből legjobbat kihozni, Cameronnal ellentétben, aki a fényűzést és a szórakozást jobban kedveli. Apaként igen túlféltő és védelmező Lily-vel szemben. A saját apjával feszült a viszonya, Jay ugyanis nem fogadta jól, amikor a fia coming outolt neki. A sorozat haladtával fokozatosan javul a kapcsolatuk, Mitchell és Cameron esküvőjén Jay már maga kíséri oltárhoz a fiát. Mitchell nagy színházrajongó és profi műkorcsolyázó, ez az egyetlen sport, amihez tehetsége van. Visszatérő humorforrás, hogy gyakran megpróbál macsóként viselkedni egy-egy helyzetben, de mindig felsül, ilyenkor általában Cameronnak kell őt kisegítenie.

#### Cameron Tucker
Mitchell partnere, Lily másik apukája. Gyerekként egy tanyán nevelkedett fel, Missouriban, és csak felnőttként költözött Los Angelesbe. A családjában több fiútestvére van, illetve egyetlen nővére. Dramatikus és érzékeny személyiség. Otthonülő apa, aki vezeti a háztartást és vigyáz Lilyre. Korábban zenetanár volt, illetve egy későbbi alkalommal ő lesz Luke és Manny iskolájában a tánc-és énektanár. Végül az iskolai focicsapat edzője lesz. Nagyon jól játszik dobon, egyszer beállt Haley fiújának a bandájába dobosnak. Sportrajongó, kedveli az amerikai futballt, a kosárlabdát és a teniszt. Fiatalkorában bohócként dolgozott, így kiválóan tud lufiállatokat csinálni és zsonglőrködni. Felnőtt fejjel is gyakran ölti magára Fizbó, a bohóc szerepét. Míg Mitchell realista, ő rendkívül optimista, ami a szívén az a száján. Emiatt Mitchell-el gyakran vannak nézeteltéréseik, ám állításuk szerint épp a különbségeik miatt alkotnak nagyszerű párost. Az egyik epizódban kiderül, hogy Cameron fiatalon igen sovány volt, ám miután járni kezdett Mitchell-lel, felszedett egy kis felesleget. Ő is nagy színházrajongó, kedveli a romantikus filmeket, zenéket, és szeret karaokézni.

#### Lily Tucker-Pritchett
Mitchell és Cameron örökbefogadott kislánya, Vietnámból, aki a sorozat elején még csak kétéves. Aranyos és imádnivaló, a család tagjai szinte bolondulnak érte, különösen Claire és Gloria. Nagyon szereti az "apukáit" és felnéz rájuk. Kiskorában Cam és Mitchell gyakran szerettek róla olyan fényképeket csinálni, ahol beöltöztették őt híres embereknek (úgy mint, Diana Ross, Olivia Newton-John, Madonna, Beyoncé, Stevie Wonder), vagy pedig ismert szerepkörökbe állították (például, amikor Lilyt bemutatták a családnak, Cam Elton John Circle Of Life című slágerét játszotta le, miközben a levegőbe tartotta a babát, mint Az oroszlánkirályban). Lily nagyon élénk fantáziájú kislány, majd ahogy idősödik, kiderül róla, hogy rendkívül intelligens is. Joe megszületésekor féltékeny lesz rá, mivel ő  kisbaba lévén, sokkal több figyelmet kap a családtagoktól. A 8. évad végén egy professzionálisabb iskolába kezd el járni.

#### Larry
Lily kiscicája a 4. évadtól. Gyakran elkóborol, ám mindig visszatalál a házhoz. Egyszer Mitchell és Cameron halottnak hitték, ezért Lily miatt szerveztek neki egy kamutemetést.

#### Rexford Tucker-Pritchett
Mitchell és Cameron örökbefogadott fia, akit a sorozat végén adoptálnak. Miután több évadon keresztül szerettek volna örökbe fogadni egy kisfiút, ami sosem jött össze nekik különböző okokból, végül úgy döntöttek, szüneteltetik a projektet. A 11. évadban megkeresi őket egy adoptálási ügynökség az örökbefogadás lehetőségével, és úgy döntenek, megpróbálják.

## További szereplők

### Visszatérő szereplők
- Dylan Marshall (Reid Ewing): Haley fiúja, akivel hol együtt, hol külön vannak. Alapvetően rendes fiú (annak ellenére, hogy bőrcuccokban jár, zenél egy rockbandában, és jóval idősebb Haleynél), sokat segít a Dunphy családnak, ha a szükség úgy hozza, főleg Philnek. Haleyhez hűséges, alkalmi szakításuk általában a lány szeszélyeihez kapcsolható (Haley kissé paranoid amiatt, hogy Dylan elhagyja őt, ám egyszer kiderül, hogy ezen kételyei leginkább az ő labilisságával függnek össze). A Dunphyk kedvelik őt, bár Claire kicsit ellenszenves vele, mivel önmagából kiindulva, rossz tapasztalatai vannak a hozzá hasonló srácokról. Haley a későbbiekben vele veszti el a szüzességét. A 10. évadban összeházasodnak és közös gyermekeik lesznek.
- DeDe Pritchett (Shelley Long): Claire és Mitchell édesanyja, Jay exfelesége. A férjével 38 éves házasság után váltak el, mikor a gyerekeik már fősulira jártak. A válás után DeDe nem alakított ki a gyerekeivel jó kapcsolatot, sőt, többször megnyilvánul, hogy milyen távolságtartó, rideg személlyé vált a szemükben. Többször tesz megjegyzéseket Mitchell szexuális beállítottságára, és arra, hogy Claire otthonülő feleség. Ki nem állhatja Gloriát, mivel nem bírja látni, hogy a férje boldog mellette, ám később megenyhül iránta, amikor Gloria terhes lesz és felszed pár kilót. Egy részben kiderül, hogy Jayjel Disneylandben találkoztak először. A 7. évadban újra férjhez megy. A 8. évadban kiderül, hogy Jayjel kifejezetten jó barátok lettek. A 10. évadban váratlanul meghal, halálhíre pedig az egész családot hatalmas sokként éri.
- Frank Dunphy (Fred Willard): Phil édesapja, fiához hasonlóan igen humoros és szórakoztató. Gyakran meglátogatja Dunphyékat, annak ellenére, hogy az ország másik részében él. A későbbi epizódokban megözvegyül, miután a felesége, Phil anyja hirtelen elhalálozik. Később újraházasodik. A 11. évadban meghal. Fred Willard a sorozat befejezése után három hónappal hunyt el.
- Javier Delgado (Benjamin Bratt): Gloria exférje, Manny édesapja. Több mint 15 éves házasság után váltak el. Gloria úgy emlékszik vissza a házasságukra, hogy csak "veszekedtek, és szexeltek", bár állítása szerint vele nem volt boldog, míg Jayjel igen. Javier a munkája miatt kevés időt tud szakítani Mannyre, és egy kicsit zavarja is őt Jay jelenléte, akire Manny jobb apukaként néz fel, mint rá, ezért ha néha együtt van Mannyvel, igyekszik felejthetetlenné tenni a pillanatokat számára (például elviszi őt jet skizni, a lovira, vagy sztriptízbárba).
- Gil Thorpe (Rob Riggle): Profi ingatlankereskedő, Phil legnagyobb riválisa. Amerika első számú ingatlanosának tartja magát, míg Phil csak a negyedik helyen áll. Ő és Phil igyekeznek minden lehetséges eszközzel borsot törni a másik orra alá.
- Andy Bailey (Adam DeVine): Joe dadusa. Sok szempontból hasonlít Philre, ami miatt Jay nem igazán kedveli őt. Volt egy barátnője, aki a Békehadtestnél szolgált, de szakítanak, mikor mindketten megcsalják egymást (bár ezt csak a lány vallja be). Ezután Haleyvel (akivel hűtlen volt Bethhez) kezd el járni. Bár harmonikusan alakul a kapcsolatuk, végül szakítanak, amikor Andy állást kap egy ingatlanügynökségnél Utahban (a szakításkor Haley bevallja neki, hogy ő volt az első, akit szívből szeretett).
- Sal (Elizabeth Banks): Mitchell és Cameron egyik régi barátja. Igen vad és bulizós lány. Nem igazán kedveli Lilyt, mivel osztoznia kell vele Mitch és Cameron figyelmén. Mitchék esküvőjén kiderül, hogy terhes (a baba még abban a részben meg is születik), ami teljesen megváltoztatja az életstílusát.
- Pepper Saltzman (Nathan Lane): Mitchell és Cameron izgalmas, szintén meleg, gazdag barátja. Leginkább arról híres, hogy fényűző partikat tart, amikre mindenkit meghív az ismerősei közül. Jayjel később igen jó barátságba keveredik, miután a férfi tévedésből kénytelen elmenni vele "randizni". Nathan Lane-t az alakításért többször is jelölték Emmy-díjra.

### Vendégszereplők
| - Edward Norton – Izzy LaFontaine, énekes - Margo Harshman – Jungle Tanya - Chazz Palminteri – Shorty, Jay régi barátja - Kristen Schaal – Whitney - Minnie Driver – Valerie, Claire korábbi munkatársa - David Brenner – Önmaga - Judy Greer – Denise, Phil exbarátnője - Bruce Altman – Mr. Jennings - Kobe Bryant – Önmaga - Kaitlyn Dever – Bianca - Eric Lange – Coach Stupak - Brandy Ledford – Desiree, Pritchett-ék szomszédja - Kevin Daniels – Longines, Cam és Mitchaell barátja - Danny Trejo – Gus, Dunphyék szomszédja - Artemis Pebdani – Bethenny - Jami Gertz – Laura - James Marsden – Barry, hajléktalan, aki beköltözik Lily hercegnőkastéjába | - Stephnie Weir – Mrs. Hoffman - Mary Lynn Rajskub – Tracy, Phil gimis szerelme - Rachael Harris – Amelia - Matt Damon – Robbie Sullivan, Mitchell exbarátja - Philip Baker Hall – Walt Kleezak, Luke idős barátja - Jonathan Banks – Donnie Pritchett, Jay öccse - Jeremy Rowley – Broderick, Mitch asszisztense - Lauren Cohan – Mitchell recepciósa - Adam Sandler – Önmaga - Norman Lloyd – Donald - Kate Reinders – Hercegnő Lily szülinapján - Lin-Manuel Miranda – Guillermo, Stella előző tulaja - Anders Holm – Zach, Luke tanára - Rob Huebel – Glen Whipple, Phil riválisa az egyetemen - David Cross – Duane Bailey, körzetfelügyelő - Ryan Reynolds – Josh, pizzafutár - Tim Blake Nelson – Hank, cowboy |

| - Phil Hendrie – Booker Bell - Jennifer Tilly – Darlene - Leslie Mann – Katie, egy lány, akit Cam próbál "felszedni" - Bobby Cannavale – Lewis - Greg Kinnear – Tad, Phil egyik ügyfele - Barry Corbin – Merle Tucker, Cam édesapja - Matt Dillon – Ethan, Claire exbarátja - Ellen Barkin – Mitzi Roth - Josh Gad – Kenneth, Phil fősulis haverja - Beth Grant – Maxine - Zoe Jarman – Lindsay, Manny szerelme - Wendi McLendon-Covey – Pam, Lily ovistársának leszbikus anyukája - Ernie Hudson – Miles - Matthew Broderick – Dave, Cameron egyik meleg barátja - Paul Scheer – Paul - Billy Dee Williams – Önmaga - Lainie Kazan – Eleanor, recepciós - Chris Martin – Önmaga | - Jason Mantzoukas – Kenny, Jay alkalmazottja - Elizabeth Peña – Pilar Ramirez, Gloria édesanyja - David Faustino – Tater, Claire exbarátja - Maribeth Monroe – Maggie - Richard Riehle – Norman - Paget Brewster – Trish, Javier barátnője - Steve Zahn – Tom, Dunphyék gazdag szomszédja - Andrea Anders – Marry, Tom felesége - Andrew Daly – Brown igazgató, Manny és Luke iskolájában - John Benjamin Hickey – Dr. Clark, Jay orvosa - Jordan Peele – Derrick - Jane Krakowski – Dr. Donna Duncan, pszichológus - Jesse Eisenberg – Asher, Mitchell és Cameron környezettudatos szomszédja - John Heard – Gunther Thorpe - Patton Oswalt – Ducky, szerencsejátékos Vegasban - Fred Armisen – Langham, Ducky barátja - Kyle MacLachlan – Leslie Higgins - Peyton Manning – Gary edző - Aisha Tyler – Mitchell idegesítő és kibírhatatlan főnöke |

## Epizódok
A sorozat premiere 2009. szeptember 23-án volt. Ugyanebben az évben, október 8-án a csatorna berendelte a teljes évadot, azaz az első évad 24 részét. 2010. január 12-én bejelentették, hogy érkezik a második évad, amelynek a premierje 2010. szeptember 22-én volt. A második szezon közepénél a csatorna bejelentette, hogy berendelik a harmadik évadot is. A harmadik évad premierje 2011. szeptember 21-én volt. 2012. május 10-én jelentették be, hogy berendelik a negyedik évadot is. Ugyanígy, egy évvel később jelentették be az ötödik évad érkezését. A hatodik évad 2014. szeptember 24-én jelent meg a tengeren túlon.  2019 szeptember 25-én bejelentették, hogy a 11. évad lesz az utolsó.

## Magyarországi sugárzás
Magyarországon 2010-ben kezdte el sugározni a sorozatot az HBO Comedy Modern család címmel. A sorozat szinkronos premierrészei itt voltak láthatók.
A sorozat második szinkronját az RTL II rendelte meg, ez része volt a csatorna indulási kínálatának. 2014 májusától sugározták, június 1-től pedig az RTL Klub is műsorra tűzte az újragyártott szinkronnal. A sorozat új címet is kapott (Egy rém modern család), amit a gyártók népszerűsítés miatt választottak az Egy rém rendes család mintájára, amelynek főszereplője szintén Ed O’Neill, és amelyet a csatorna főműsoridőben sugárzott. Ennek fényében O'Neill magyar hangjának kifejezetten Csuja Imrét kérték fel, aki az előző sorozatban is a színész magyar megszólaltatója volt. A szereplők magyar hangjai az előző szinkronhoz képest mind más-más színészek lettek. Kerekes József, miután elmondása szerint nagyon kedveli a sorozatot, az új szinkronokban szintén elvállalta Cameron Tucker megszólótatását, így ő az egyedüli visszatérő szinkronszínész. A csatorna a negyedik évadáig adta le a sorozatot az újragyártott szinkronnal, 2017-ben bejelentették, hogy nem folytatják.
2014-ben a Comedy Central is felvásárolta a sorozatot és készítettek egy harmadik szinkront Modern Család címmel, ahol sokan az RTL-es szinkronból igazoltak át. Kerekes József harmadjára szinkronizálta újra a sorozatot és Ed O’Neill hangja ismét Csuja Imre lett. Ezt a szinkront már a teljes sorozathoz elkészítették.